# Granica indonezyjsko-malezyjska
Granica indonezyjsko-malezyjska – granica międzypaństwowa, dzieląca Indonezję i Malezję o długości 1782 kilometrów. Granica na swym przebiegu znajduje się na wyspie Borneo (Kalimantan) oraz wyspie Sebatik.
Początek granicy znajduje się na przylądku Tanjung Datu w południowo-zachodniej części Borneo, nad Morzem Południowochińskim. Początkowo granica biegnie w kierunku południowo-wschodnim, by następnie przybrać kierunek wschodni. Po przekroczeniu gór Banjaran Kapuas Hulu biegnie w kierunku północnym górami Pegunongan Iran. Następnie przybiera kierunek wschodni i dochodzi do wyspy Sebatik na Morzu Celebes, dzieląc ją na część malezyjską i indonezyjską.
Granica powstała w 1963 r., po przyłączeniu do Malezji byłych brytyjskich posiadłości na Borneo Sarawaku i Sabahu (Borneo Północne).
Granica ma wcześniejsze pochodzenie. Granicę ustalono w 1891 r. (zmiany w latach 1915, 1928), dzieliła wówczas posiadłości brytyjskie na Borneo i Holenderskie Indie Wschodnie.